# 道化師 (バレエ)
『道化師』（どうけし、仏:  Le Chout ）、正式には『7人の道化師をだました道化師の物語』は、バレエ・リュス（ロシア・バレエ団）が1921年に上演したバレエ作品、またセルゲイ・プロコフィエフが同バレエのために作曲した音楽（作品21）およびこれにもとづく交響組曲（作品21bis）。プロコフィエフにとって、上演された最初のバレエ作品である。

## 成立の経緯
1915年3月、イタリアにいたバレエ・リュスの主宰者セルゲイ・ディアギレフに呼び出されたプロコフィエフは、バレエ音楽『アラとロリー』を聴かせたが「新鮮味にかける」という理由によって採用されなかった。プロコフィエフとディアギレフは、この時にイーゴリ・ストラヴィンスキーが持ってきていたアレクサンドル・アファナーシェフの民話集の中から道化師に関する民話を2つ選び、これをもとにして6幕からなるバレエの筋書きを考えた。
ディアギレフから「純粋にロシア的な音楽を書いてほしい」と要望されたプロコフィエフはペトログラードに戻り、夏までに全ての音楽を完成させた。その頃、第一次世界大戦の激化により交通路の安全が確保されなくなったため、プロコフィエフはグリゴリーエフを通じてディアギレフに楽譜を送った。しかし、その後5年間『道化師』は取り上げられず、プロコフィエフもロシア革命を避けてアメリカ合衆国に亡命した。
1920年4月、パリに来たプロコフィエフに対し、ディアギレフは『道化師』の書きなおしを要求した。プロコフィエフはこれに応え、全6幕をつなげて演奏するための5曲の間奏曲をあらたに作曲したほか、終幕の踊りの全面書きなおし、その他、オーケストレーションの変更などを行った。

## 初演までの経過
『道化師』の稽古は1921年春に始まった。しかし前年に、ディアギレフが『三角帽子』『プルチネルラ』などの振付で知られるレオニード・マシーンを解雇したため、当時のバレエ・リュスには中心となる振付師がいない状態であった。このため、『道化師』の振付はダンサーのタデ・スラヴィンスキーが担当し、美術担当の画家のミハイル・ラリオノフが演出も手掛け、スラヴィンスキーをサポートすることとなった。
1921年5月17日、ゲテ・リリック劇場におけるバレエ・リュスのパリ公演で、プロコフィエフ自身の指揮により『道化師』は初演された。道化師とその妻は、タデ・スラヴィンスキーとリディア・ソコロワが演じた。
当時のパリでは、まだプロコフィエフの作品は演奏されていなかったため、ディアギレフは『道化師』初演をもってプロコフィエフを初めてパリに紹介するつもりでいたが、同じことを考えていたセルゲイ・クーセヴィツキーが『道化師』より2週間早く、4月29日に『スキタイ組曲』のパリ初演を行ったために、この競争はディアギレフが敗れた。
パリでの初演は大成功であったが、その後6月9日に行われたロンドン公演では聴衆の受けは悪くなかったものの、批評家からはさんざん叩かれた。
『道化師』は翌年もパリで再演されたが、バレエとしてはさほど優れておらず、レパートリーに定着しなかった。

## 交響組曲
1922年、プロコフィエフは、『道化師』のバレエ音楽から、12の楽章から成る交響組曲（作品21bis）を編曲した。プロコフィエフ自身は、この中から5-8曲程度を抜粋して演奏することを前提としている。この組曲は1924年1月15日に、F.ルールマンの指揮によってブリュッセルで初演された。

### 構成
1. 道化師とその妻
2. 道化師の妻たちの踊り
3. 道化師たちは彼らの妻を殺す
4. 若い女に化けた道化師
5. 第3間奏曲
6. 道化師の娘たちの踊り
7. 商人の到着とあいさつの踊り、嫁選び
8. 商人の寝室にて
9. 若い女が山羊に変わる
10. 第5間奏曲と山羊の埋葬
11. 道化師と商人との争い
12. 終幕の踊り

### 楽器編成
- ピッコロ1
- フルート2
- オーボエ2
- コーラングレ1
- クラリネット3（3番はバスクラリネット持ち替え）
- ファゴット3
- トランペット3（3番はアルトトランペット持ち替え）
- ホルン4
- トロンボーン3（テナー2、バス1）
- チューバ1
- ティンパニ
- 打楽器（トライアングル、タンブリン、スネアドラム、シンバル、バスドラム）
- シロフォン1
- グロッケンシュピール1
- ハープ2
- ピアノ1
- 弦五部